# Кутучево
Куту́чево (рос. Кутучево) — село у складі Александровського району Оренбурзької області, Росія.

## Населення
Населення — 248 осіб (2010; 305 у 2002).
Національний склад (станом на 2002 рік):
- башкири — 97 %